# Kwal (Drievliet)
Kwal (eerder Space Loop) is een enterprise in het attractiepark Familiepark Drievliet in Nederland.
De attractie werd gebouwd door HUSS Park Attractions. Vanaf de opening tot en met 2010 was de naam van de attractie Space Loop en was toen die tijd gebouwd in ruimtevaartthema. Sinds 2011 is de attractie hernoemd en heet nu Kwal. De Kwal is gethematiseerd naar de onderwaterwereld en staat in het themagebied Lol Atol.
Afbeeldingen · Lijst van attracties